# 奇保區

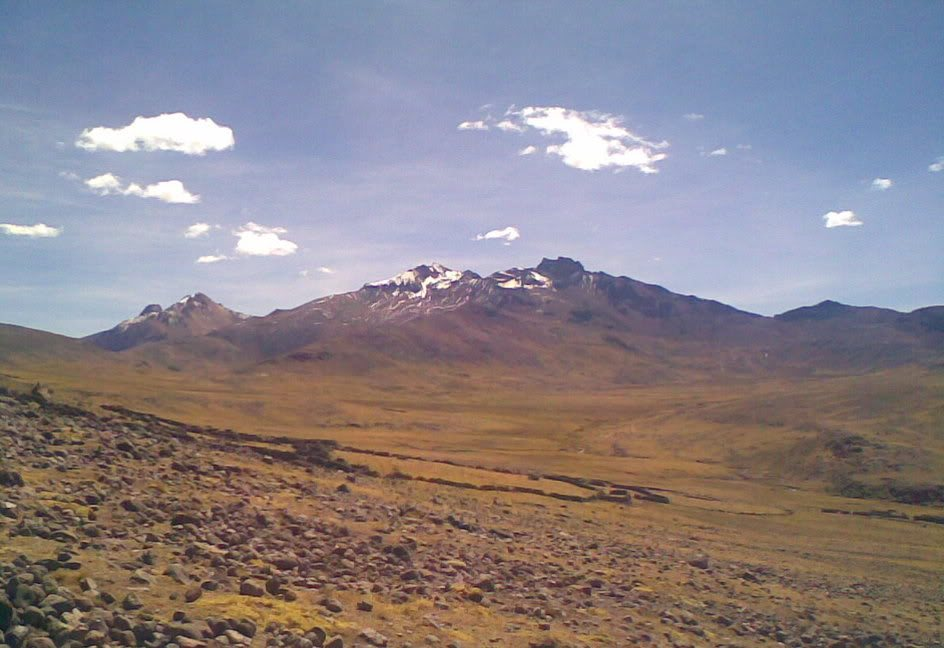

14°15′01″S 73°57′16″W / 14.2502°S 73.9545°W
奇保區（西班牙語：Distrito de Chipao），是秘魯的一個區，位於該國中南部阿亞庫喬大區的盧卡納斯省，面積1,166.9平方公里，海拔高度3,420米，2005年人口3,580，人口密度每平方公里3.1人。